# Leo Howard
Leo Howard (sinh ngày 13 tháng 7 năm 1997) là một diễn viên và võ sĩ người Mỹ. Khởi đầu sự nghiệp ngay từ năm bảy tuổi, Howard được biết đến nhờ việc kết hợp kỹ năng karate của mình vào các vai diễn trong các phim chiếu rạp và phim truyền hình; như vai "Snake Eyes hồi nhỏ" trong bộ phim hành động G.I. Joe: The Rise of Cobra năm 2009, vai "Conan còn nhỏ" trong bộ phim giả tưởng Conan the Barbarian năm 2011, và vai "Jack" trong loạt phim truyền hình của hãng Disney XD, Kickin' It. Theo Hollywood Reporter ngày 23 tháng 5, Leo Howard đã được sách kỷ lục Guinness công nhận là đạo diễn truyền hình trẻ tuổi nhất thế giới.

## Thời thơ ấu
Leo Howard sinh ngày 13 tháng 7 năm 1997 tại Newport Beach, California, là con trai của Randye và Todd Howard "Gan lì". Bố mẹ anh là những người nuôi chó chuyên nghiệp, họ quản lý trại chăn nuôi The Big Bulldog, chuyên về chăn nuôi chó bun có nguồn gốc từ Anh và Pháp. Howard đi học tại Trường dòng Tri-City ở Vista, California và phần lớn tuổi thơ anh sống tại Fallbrook ở miền Bắc quận San Diego, trước khi giành toàn bộ thời gian cho nghiệp diễn xuất.

## Sự nghiệp

### Võ thuật
Howard bắt đầu hứng thú với võ thuật từ khi mới ba tuổi, và bắt đầu theo học vào năm bốn tuổi, khi bố mẹ đăng ký cho anh vào một võ đường ở Oceanside, California. Một năm sau, bố mẹ anh lại đưa anh tới một võ đường khác, chuyên về môn Okinawa của Shōrin-ryū và đến năm bảy tuổi, anh bắt đầu luyện tập võ thuật nặng bằng cách tập luyện thể dục hàng ngày. Howard bắt đầu tập luyện võ thuật dưới sự hướng dẫn của nhà vô địch thế giới Matt Mullins khi ông đặc cách nhận Howard làm học sinh nhỏ tuổi nhất trong lớp của mình. Đến năm tám tuổi, Howard đã giành đến ba giải vô địch thế giới. Chuyên môn của anh là Shōrin-ryū, anh đã giành được đai đen ở trường phái này.
Năm chín tuổi, Howard trở thành thành viên trẻ nhất tham gia đội biểu diễn Sideswipe của Mullins, một nhóm biểu diễn võ thuật lưu động chuyên biểu diễn võ thuật, nhảy và nhào lộn cho các khán giả trên khắp nước Mỹ. Tháng 6 năm 2011, Howard kể về trải nghiệm biểu diễn với nhóm Sideswipe như sau – "Tôi nghĩ rằng đó chính là điều đã thực sự lôi cuốn tôi vào nghiệp biểu diễn. Vai trò của tôi đã thay đổi kể từ khi tôi phát triển thành một vận động viên biểu diễn và vẫn đang tiếp tục đi lên. Tôi thấy ổn, ban đầu tôi không được giỏi như thế, thế là họ nhảy và biến! Đây này, tôi khi đó chỉ là một đứa trẻ đáng yêu chạy ra ngoài kia làm vài đường karate. Nhưng vài năm trở lại đây, tôi là một trong những người diễn chính."

### Diễn xuất
Từ khi còn nhỏ, Howard đã hâm mộ các bộ phim của Bruce Lee và Chuck Norris, và khâm phục tài năng phối hợp võ thuật với diễn xuất của họ. Năm bảy tuổi, Howard bảo mẹ rằng anh muốn trở thành diễn viên. Tại một cuộc thi võ thuật, Howard lần đầu tiên được ai đó để ý đến, cho rằng anh hợp với giới showbiz và coi anh là một tài năng của họ. Từ đó anh tham gia làm người mẫu nhỏ tuổi cho các tờ rơi và sau đó trở thành diễn viên trong một số đoạn băng quảng cáo. Năm 2010, Howard nhớ lại cảm xúc khi bước vào giới diễn viên – "Những đoạn băng quảng cáo ấy khiến tôi [sướng] phát điên. Với tôi được tham gia quảng cáo cũng giống như đóng vai chính trong phim vậy."
Năm 2005, Howard lần đầu tiên tham gia đóng phim truyền hình, không lâu sau sinh nhật lần thứ tám, với một vai diễn khách mời nhỏ trong series của hãng USA Network, Monk đóng vai một "cậu bé karate nhỏ tuổi" trong dịp lễ Halloween, câu nói duy nhất của anh trong tập phim đó là "Có lẽ cậu ấy sợ karate". Một vài năm sau đó Howard tập trung biểu diễn cho nhóm biểu diễn Sideswipe trước khi trở lại diễn xuất năm 2009.
Năm 2009, Howard có việc làm thường xuyên đầu tiên là phỏng vấn những người nổi tiếng với vai "Leo bé nhỏ", người dẫn chương trình trong series chương trình trò chuyện của Disney Channel, Leo Little's Big Show và lần đầu tiên tham gia đóng phim chiếu rạp với vai "Eric Brooks" trong bộ phim gia đình Aussie and Ted. Tháng 8 năm đó, Howard được biết đến với kỹ năng võ thật điêu luyện với vai diễn "Snake Eyes hồi nhỏ" trong một phân cảnh hồi tưởng trong bộ phim phiêu lưu hành động của hãng Paramount G.I. Joe: The Rise of Cobra. Sau đó cùng tháng, anh xuất hiện với vai chính "Laser", một trong ba anh em nhà "Short" trong bộ phim hài gia đình có tên Shorts, phim sau đó đã nhận được Giải Nghệ sĩ trẻ ở hạng mục "Dàn diễn viên trẻ xuất sắc nhất". Tháng 11 năm 2009, Howard bắt đầu đảm nhiệm vai diễn định kỳ "Hart Hamlin" trong loạt phim của Disney XD, Zeke and Luther. Năm 2010, Howard lần đầu tiên đảm nhiệm một vai chính, đó là vai "Logan Hoffman" trong bộ phim điện ảnh độc lập có tên Logan.
Tháng 6 năm 2011, Howard đóng vai chính "Jack", một chuyên gia karate tuổi teen chuyên giúp đỡ một nhóm học sinh trung học cá biệt trong loạt phim truyền hình của Disney XD, Kickin' It. Howard kể lại cảm giác của mình khi lần đầu tiên nhận được kịch bản để chuẩn bị thử vai – "Tôi coi đó là một buổi trình diễn võ thuật và nghĩ rằng, 'Ôi! Mình phải tham gia!'" Với vai diễn chính do Howard đảm nhận và phô diễn đầy đủ tài nghệ của anh, loạt phim này nhanh chóng trở thành loạt phim số 1 của Disney XD trong lịch sử mạng lưới truyền hình này, và vào tháng 9 năm 2011, Disney XD thông báo sẽ sản xuất mùa thứ hai. Ngày 5 tháng 11 năm 2012 họ thông báo series sẽ có mùa thứ ba và quá trình sản xuất bắt đầu từ tháng 1 năm 2013. Howard trở lại trường quay Kickin' It vào tháng 1/2013. Mùa thứ ba của loạt phim này bắt đầu công chiếu vào ngày 1 tháng 4 năm 2013.

## Đời tư
Howard ở nội trú tại trường vì lịch quay Kickin' It dày đặc và phần lớn thời gian anh sống tại ngôi nhà của gia đình Howard ở Studio City, California, nhưng nói rằng anh vẫn coi thị trấn tuổi thơ của mình là ở căn nhà tại Fallbrook. Mặc dù vẫn đam mê võ thuật, Howard từng tuyên bố rằng anh sẽ cẩn trọng hơn khi dính dáng tới các trận đấu dính dáng tới "đánh nhau" và "ẩu đả" vì nguy cơ chấn thương sẽ ảnh hưởng tới công việc diễn xuất của anh.
Sở thích của Howard bao gồm nấu ăn, chơi guitar và sưu tầm vũ khí cổ, trong đó có dao và kiếm. Hiện vật độc đáo nhất trong bộ sưu tập của anh là thanh kiếm "Conan" lớn mà anh được tặng sau khi quá trình quay phim Conan the Barbarian hoàn tất. Howard ngoài ra còn là người yêu thích động vật và nuôi một con chó bun có tên là "Bella". Anh cũng tỏ ra hứng thú với ngành bác sĩ thú y và làm việc tình nguyện tại một phòng khám dành cho vật nuôi của địa phương mỗi khi có thời gian rảnh.

## Các phim tham gia
| Phim điện ảnh | Phim điện ảnh                    | Phim điện ảnh      | Phim điện ảnh                                                          |
| Năm           | Tên phim                         | Vai diễn           | Ghi chú                                                                |
| ------------- | -------------------------------- | ------------------ | ---------------------------------------------------------------------- |
| 2009          | Aussie and Ted's Great Adventure | Eric Brooks        |                                                                        |
| 2009          | G.I. Joe: The Rise of Cobra      | Snake Eyes hồi nhỏ |                                                                        |
| 2009          | Shorts                           | Laser Short        |                                                                        |
| 2009          | Children of the Corn             | Lồng tiếng phụ     |                                                                        |
| 2010          | Logan                            | Logan Hoffman      |                                                                        |
| 2011          | Conan the Barbarian              | Conan hồi nhỏ      |                                                                        |
| Truyền hình   |                                  |                    |                                                                        |
| Năm           | Chương trình truyền hình         | Vai diễn           | Ghi chú                                                                |
| 2005          | Monk                             | Karate Kid hồi nhỏ | Mùa 4 Tập 2 2 "Mr. Monk Goes Home Again"                               |
| 2009–2010     | Leo Little's Big Show            | Leo hồi nhỏ        | Vai chính                                                              |
| 2009–2010     | Zeke & Luther                    | Hart Hamlin        | Mùa 1 Tập 16 "Crash Dummies"; Mùa 2 Tập 12 "Luther Waffles: Skate Cop" |
| 2011          | PrankStars                       | Chính mình         | Tập "Stick it to Me"                                                   |
| 2011–nay      | Kickin' It                       | Jack Brewer        | Vai chính; Loạt phim gốc của Disney XD                                 |
| 2013          | Shake It Up                      | Logan Hunter       | Vai diễn định kỳ; Loạt phim gốc của Disney Channel                     |

## Giải thưởng
| Giải thưởng | Giải thưởng      | Giải thưởng | Giải thưởng | Giải thưởng | Giải thưởng | Giải thưởng |
| Năm         | Giải             | Hạng mục | Vai diễn    | Phim        | Kết quả     | Nguồn       |
| ----------- | ---------------- | --- | ----------- | ----------- | ----------- | ----------- |
| 2010        | Giải Nghệ sĩ trẻ | Diễn viên phim chiếu rạp xuất sắc nhất Dàn diễn viên trẻ (cùng với Jimmy Bennett, Jake Short, Devon Gearhart, Jolie Vanier và Trevor Gagnon) | Laser Short | Shorts      | Đoạt giải   | [ 13 ]      |